# 大嘴鵟
是分佈在拉丁美洲一種體型較細小的猛禽。
大嘴鵟的胸部及下身是棕白相間的，尾巴上有4或5條灰色斑紋。不同的亞種有不同的羽毛。牠們的眼睛主要是黃色的，身體一般呈灰色，但翼上會有一些紅色，在飛行時特別明顯。牠們的叫聲十分高音刺耳。大嘴鵟在鵟屬中算是較為細小的，平均只有36厘米長。牠們的特徵是長長的尾巴及明顯較短的雙翼。
大嘴鵟遍佈在由墨西哥經中美洲至安地斯山脈東面的大部份南美洲。牠們在南美洲的加勒比海岸至阿根廷東北部出沒。除了密林的環境外，牠們非常適應其分佈地的生態系統。牠們也會在城市生活，可能是最為普遍的鷹。牠們在築巢期帶有攻擊性，曾有紀錄攻擊行經的途人。
大嘴鵟主要吃昆蟲、有鱗目及細小的哺乳動物，如幼生普通狨及細小猴子。牠們也會吃細小的鳥類，但不如白尾鵟或黃腹隼般經常獵食鳥類。混合鳥群會注視大嘴鵟的接近，但並不怎麼認為具有威脅。

## 外部連結
- Internet Bird Collection
- VIREO （页面存档备份，存于）
- chandra.as.utexas.edu
- YouTube上的